# Dominica vid världsmästerskapen i friidrott 2023
Dominica tävlade vid världsmästerskapen i friidrott 2023 i Budapest i Ungern mellan den 19 och 27 augusti 2023.

## Resultat
Dominicas trupp bestod av en idrottare.

### Damer
Teknikgrenar
| Idrottare   | Gren    | Kval       | Kval      | Final      | Final     |
| Idrottare   | Gren    | Distans    | Placering | Distans    | Placering |
| ----------- | ------- | ---------- | --------- | ---------- | --------- |
| Thea LaFond | Tresteg | 14,62 0NR0 | 2 Q       | 14,90 0NR0 | 5         |